# ديفيل 16
ديفيل سيكستين- وتسمى أيضًا ديفيل 16، هي عبارة عن سيارة رياضية، تم تصميمها في الإمارات العربية المتحدة من خلال شركة ديفيل موتورز، ومقرها دبي. وتزعم شركة ديفيل موتورز أن نسخة السيارة ذات المحرك V16 رباعي التوربو، تعد أسرع سيارة في العالم، حيث تبلغ سرعتها القصوى 348 ميل/س (560 كم/س) ساعة. وسرعة من 0-100 خلال 1.8 ثانية، ويبلغ سعر الإصدار الأساسي من السيارة، المعلن عنه 1.7 مليون دولار.
ووفقًا لشركة ديفيل موتورز، فقد تم التخطيط لإصدار ثلاثة نماذج من طراز السيارة سيكستين: نموذج أساسي بمحرك V8 ينتج حوالي 1500-2000 حصان (1100-1500 كيلوواط؛ 1500-2000 حصان)، ونموذج ثان بمحرك V16، وينتج حوالي 3006 حصان (2242 كيلوواط، 3048 حصانًا)، ونموذج أخير مخصص للسباقات فقط بمحرك V16 رباعي التوربو، وينتج 5007 حصانًا (3734 كيلوواط، 5076 حصانًا) ) و3,757 رطل قدم (5,094 نيوتن متر).
ومع كل هذه القدرات، يبدو أن ديفيل 16 تواجه عددًا من المشاكل التقنية، أبسطها مثلاً عدم توافر إطارات قادرة على تحمل عزم الدوران، الأمر الذي قد يدفع الشركة إلى التفكير في استخدام إطارات الطائرات، كما أن أبعادها ستكون مختلفة قليلاً عند تقديمها في شكلها النهائي.
وقد ترأس وباولو غاريلا مُهندس أبولو IE و SCG 003 فريق تطوير ديفيل سيكستين، وكُشِفَ مُؤخرًا بأن محركات V8 و V16 للفئة الصالحة للسير على الطرقات العام ستتصل بعُلبة تُروس بقابض فاصل مزدوج، في حين ستحصل الفئة الخاصة بالسباقات على علبة تروس خاصة بها تُستخدم في سيارات سباقات التسارع.
وكانت ديفيل موتورز الإماراتية قد قدكت سيارتها الخارقة ديفيل سيكستين عام 2016م، ويقول السيد ماجد العطار رئيس الشركة، أنه جرى تطوير السيارة منذ البداية لتبدو وكأنها طائرة حربية نفاثة، وأن العمل بدأ بالبحث عن محرك يستطيع إنتاج قدرة هائلة، غير أن القدرة المستهدفة من قبل الشركة كانت أعلى بكثير مما يستطيع توفيره أي محرك في السوق، لذلك فقد عمدت الشركة لتطوير محركها الخاص مع شركة ستيف موريس الأمريكية للمحركات، وبهذا يتم استخدام محركين V8 وربطهما معًا وإضافة الكثير من التعديلات؛ للخروج بقدرة قصوى تصل إلى 5007 حصان.
في يونيو 2022، تم إنتاج (النموذج الأول) سيارة سيكستين ذات المحرك V8، لكن أداءها لم يتم تأكيده بعد.
يبلغ طول السيارة ديفيل سيكستين 17 قدمًا، وتزن حوال 5000 رطل، وفي داخلها جميع المكونات المستعارة من شيفروليه C8 كورفيت. وتصميم السيارة يبدو أنه مستوحى من باجاني هوايرا، والامبورغيني فينينو.
وعن أسعار الفئات الثلاث من السيارة ديفيل سيكستين، فالفئة الأولي V8 يصل سعرها من 1.6 إلى 1.7 مليون دولار، في حين أن الفئة الثانية V16 قد يصل سعرها إلى 1.8 مليون دولار، أما الفئة الثالثة المخصصة للسباقات فقد يصل سعرها إلى 2 مليون دولار.

## معرض الصور

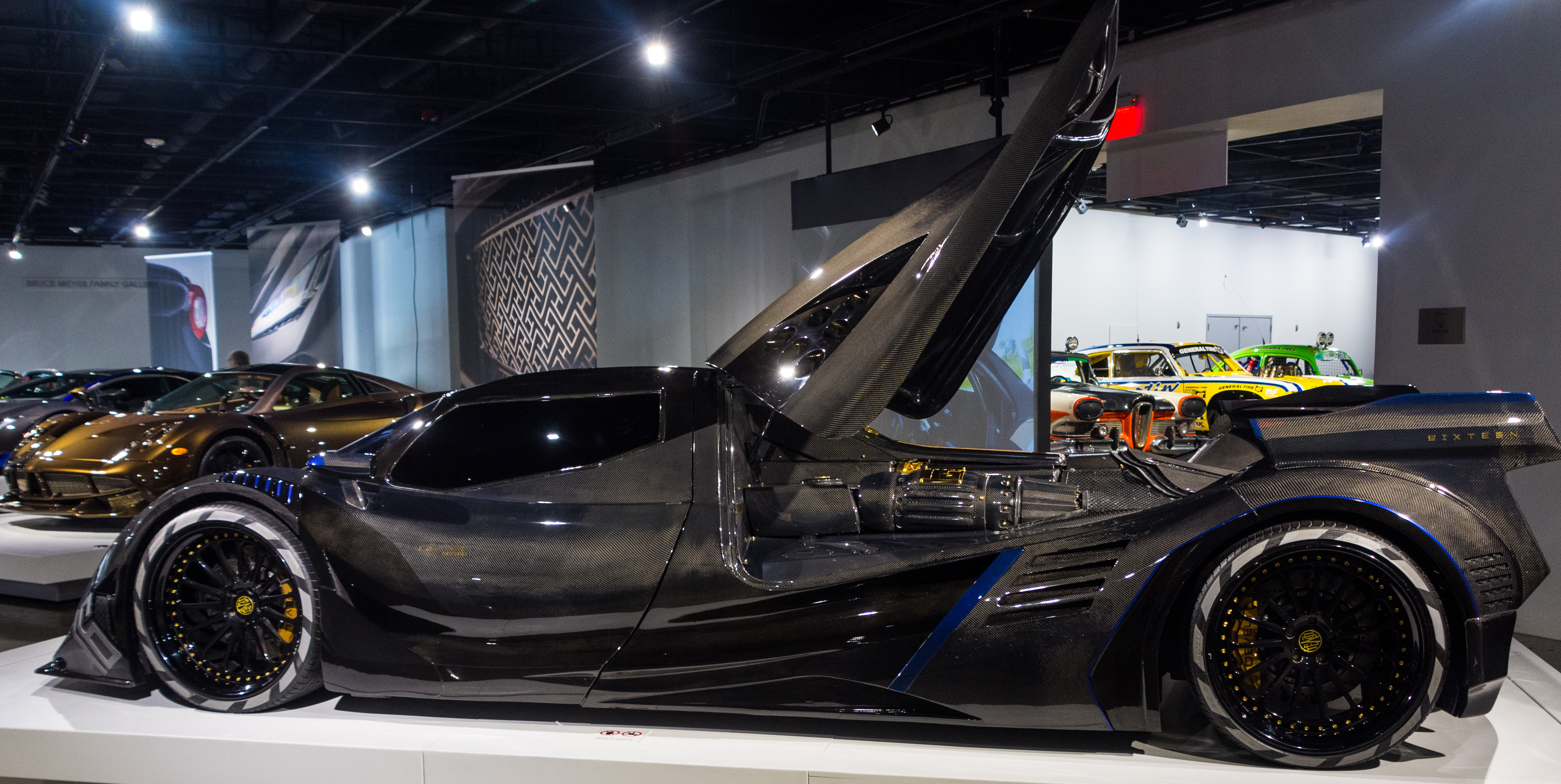
جانب
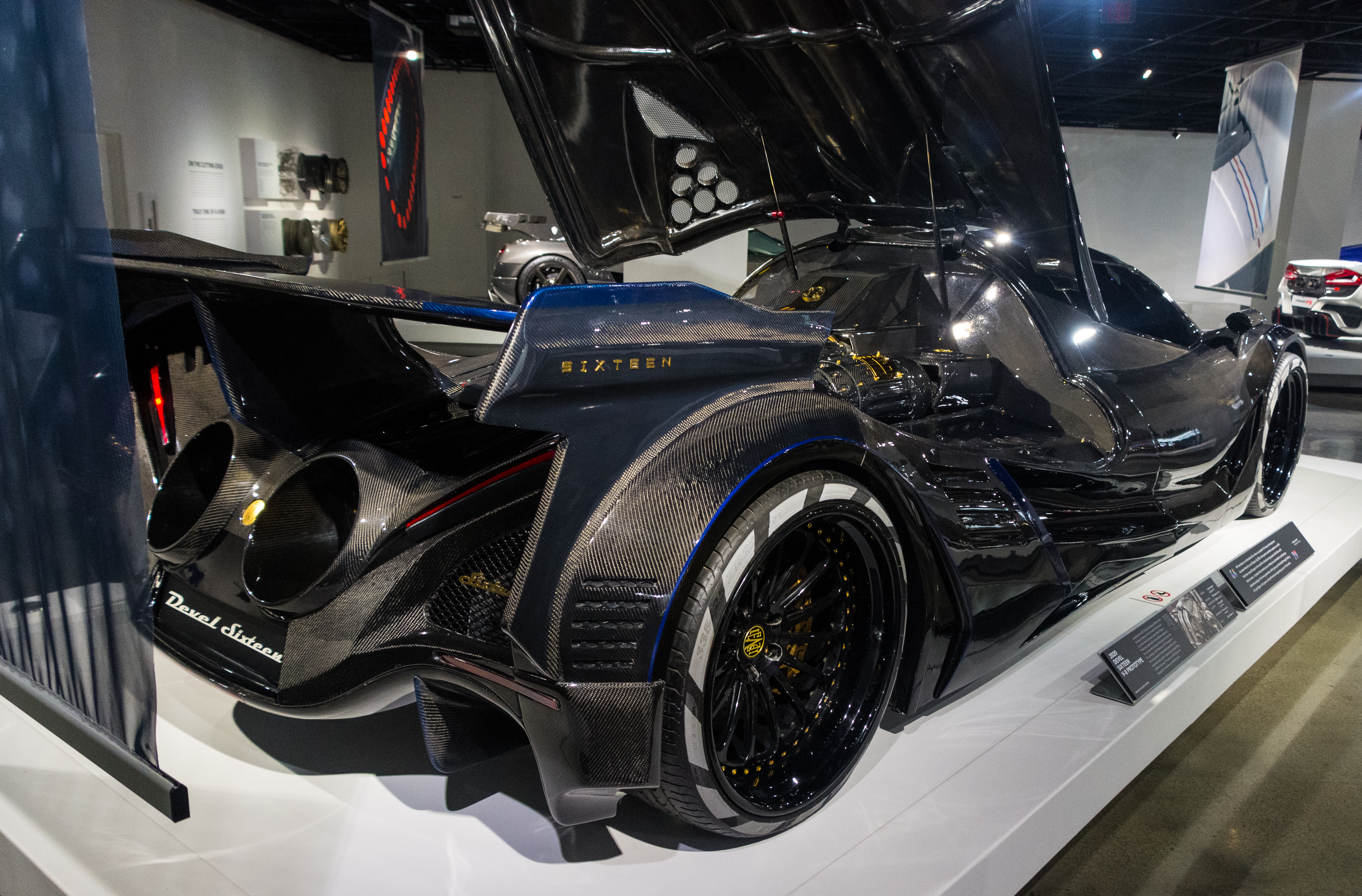
خلفية
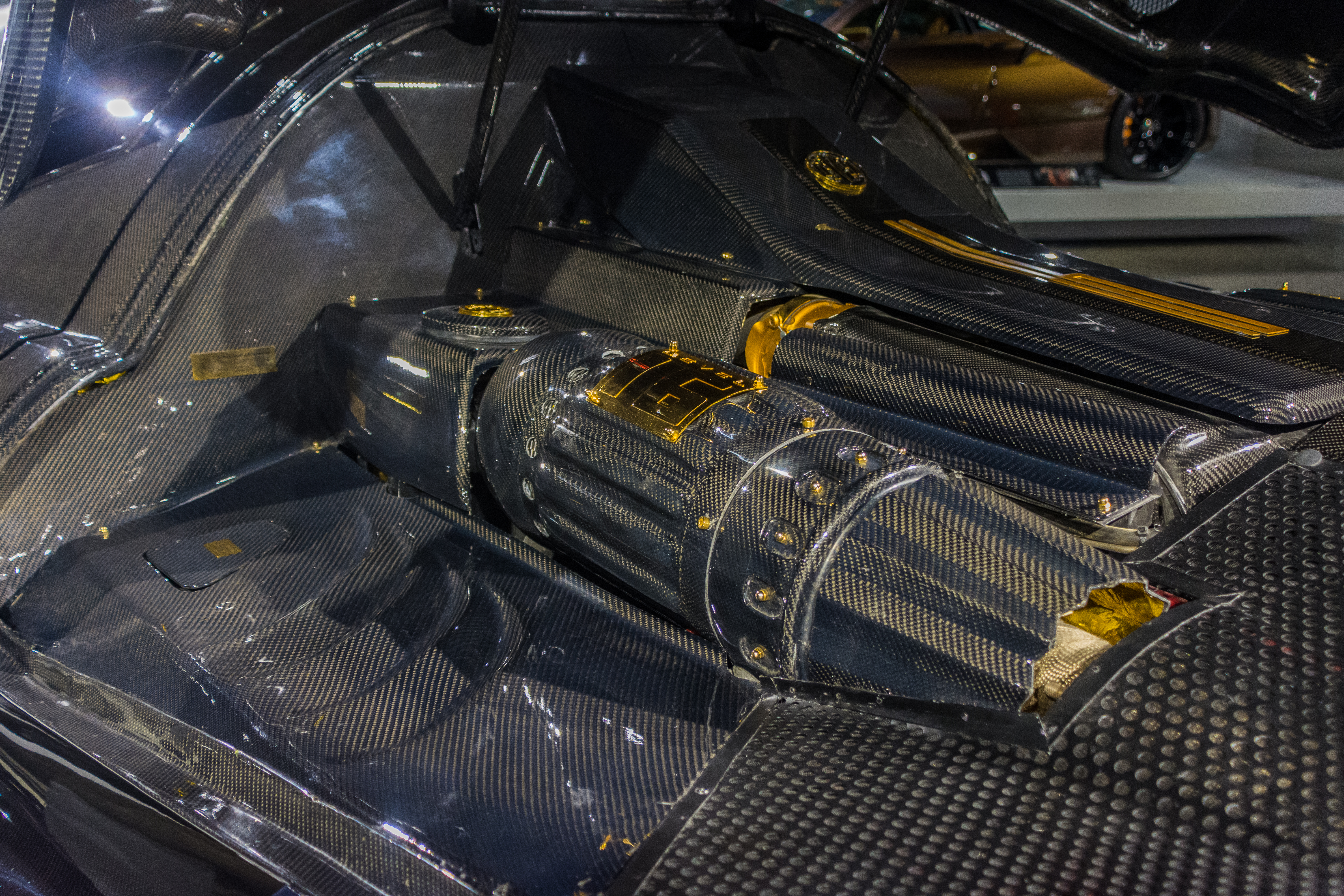
منظر للمحرك

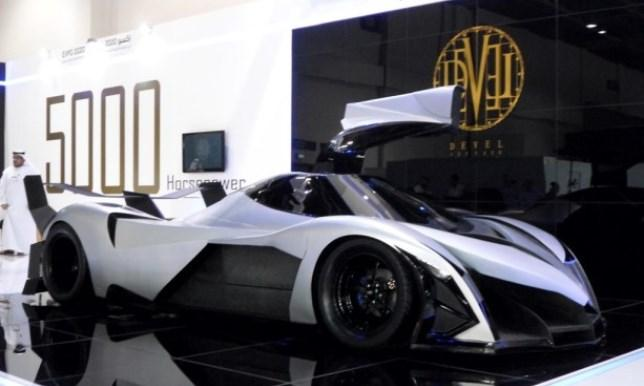
ديفيل سيكستين
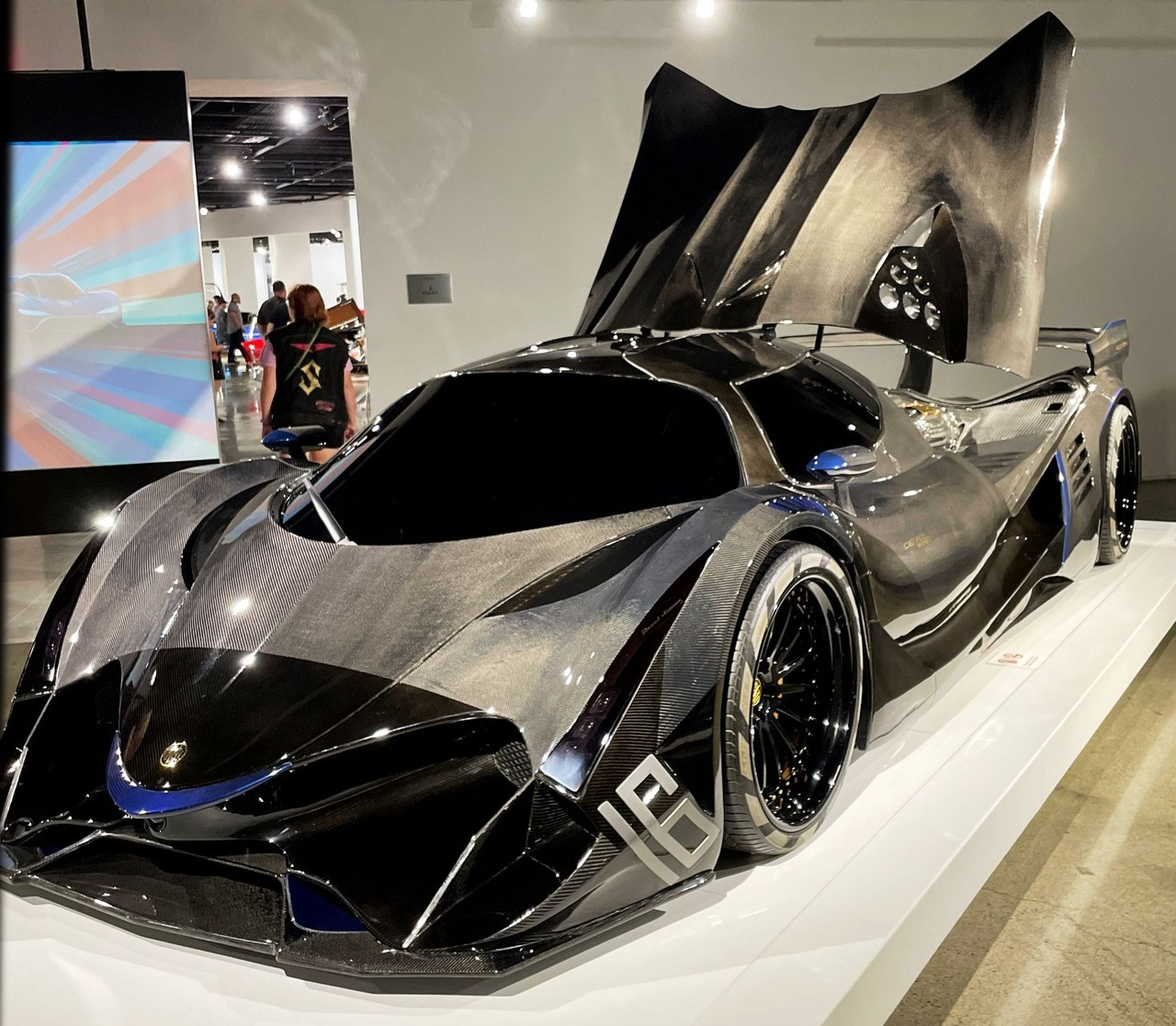
نموذج ديفيل سيكستين
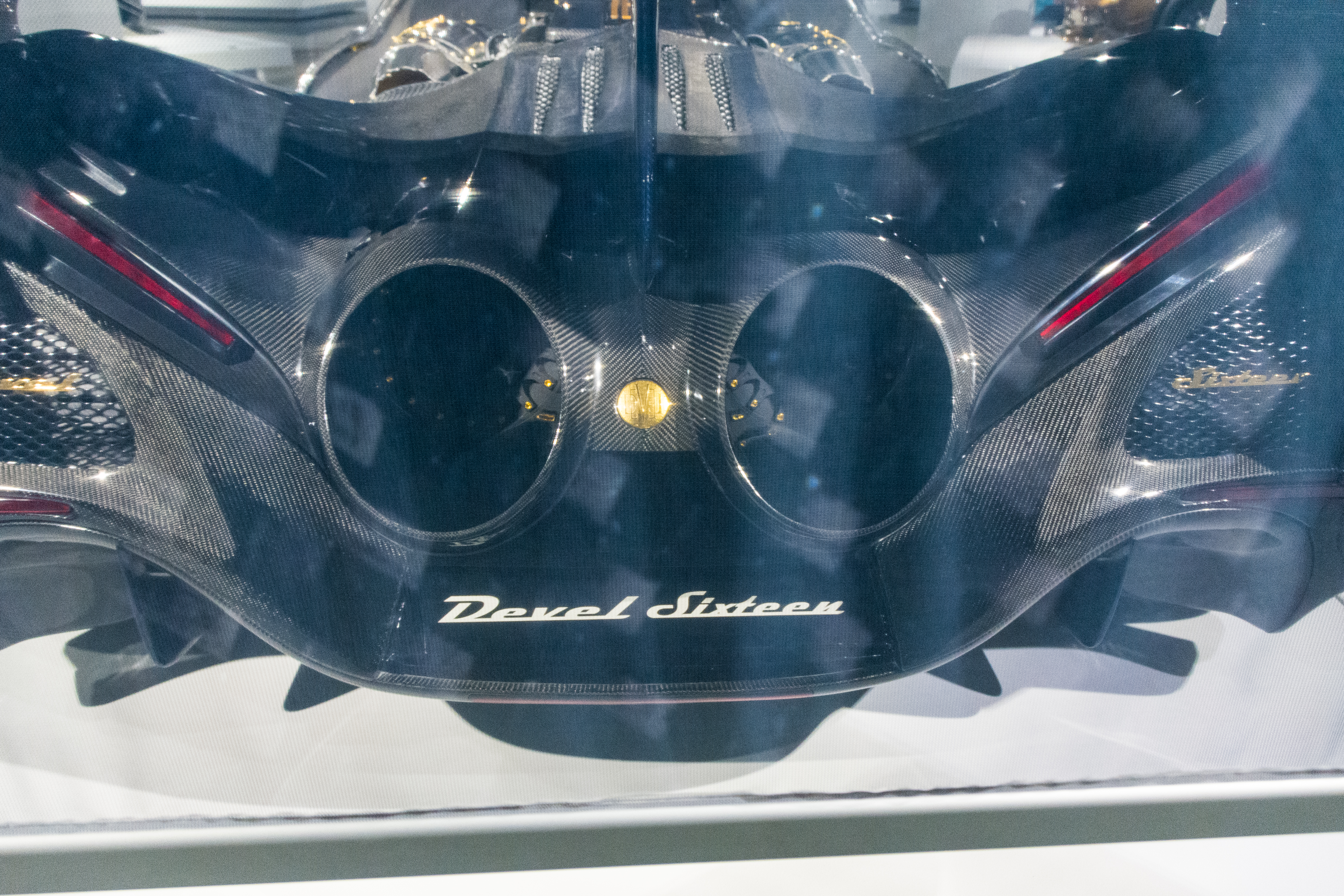
ديفيل سيكستين
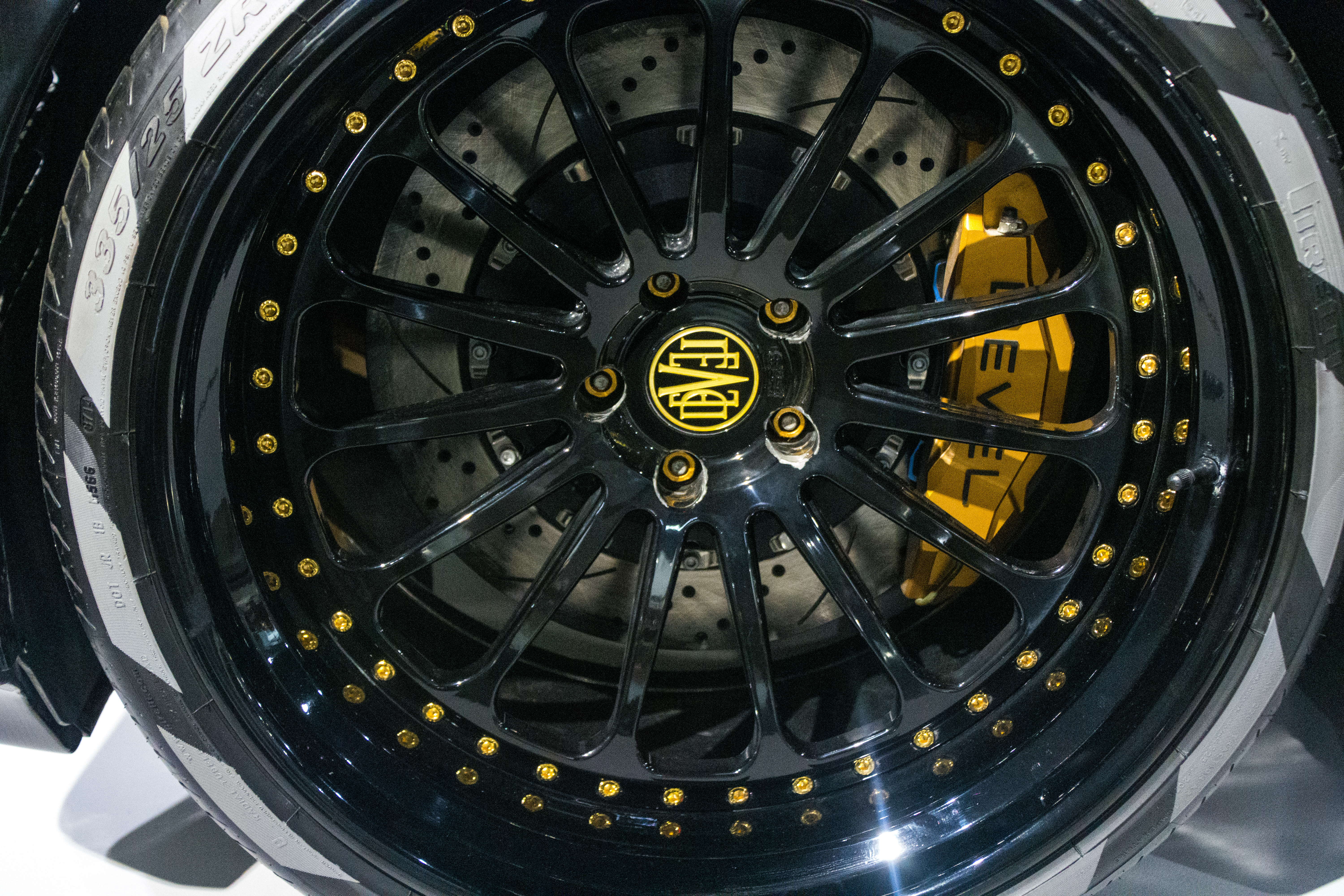
ديفيل سيكستين- الإطارات
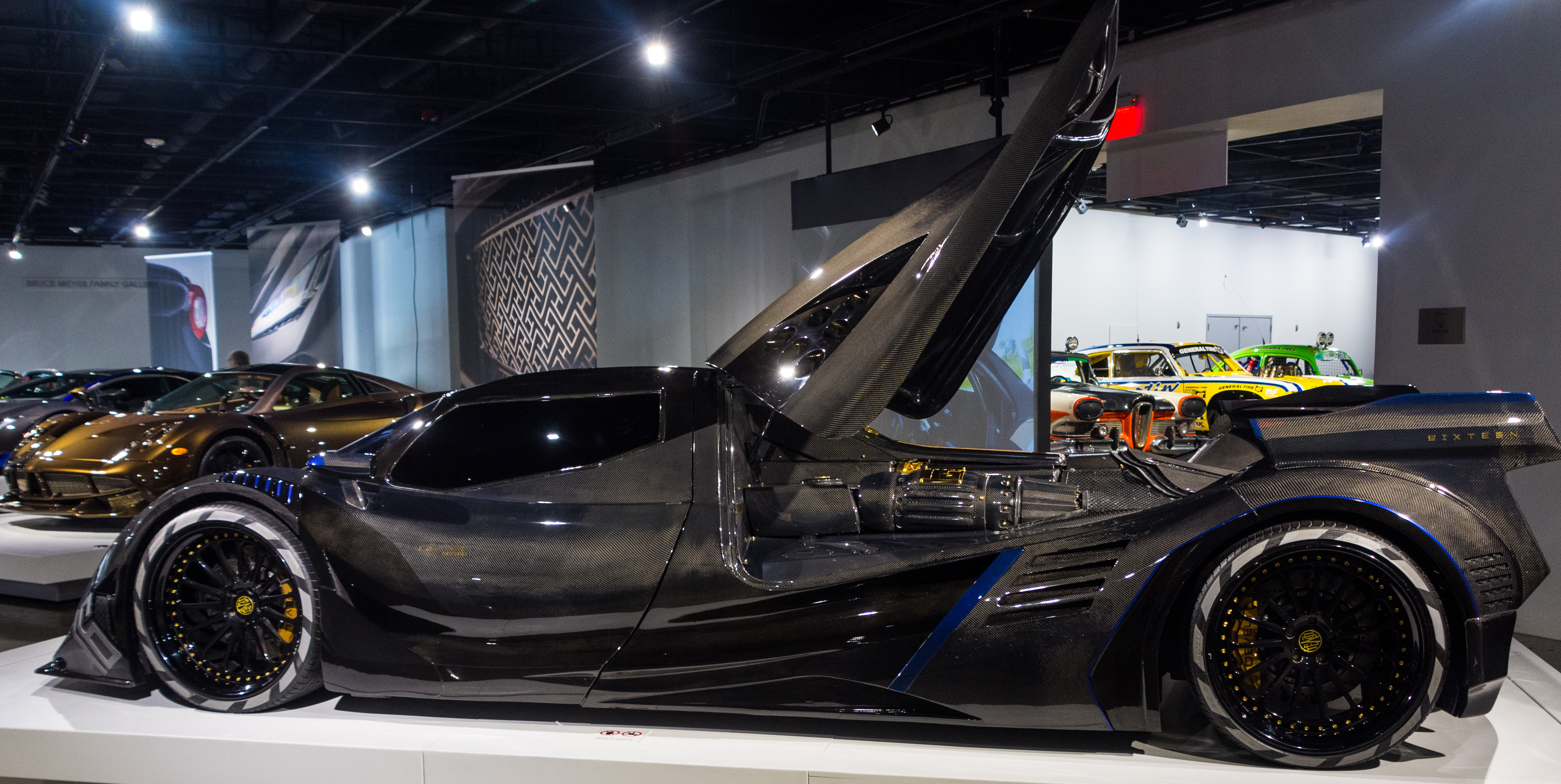
ديفيل سيكستين
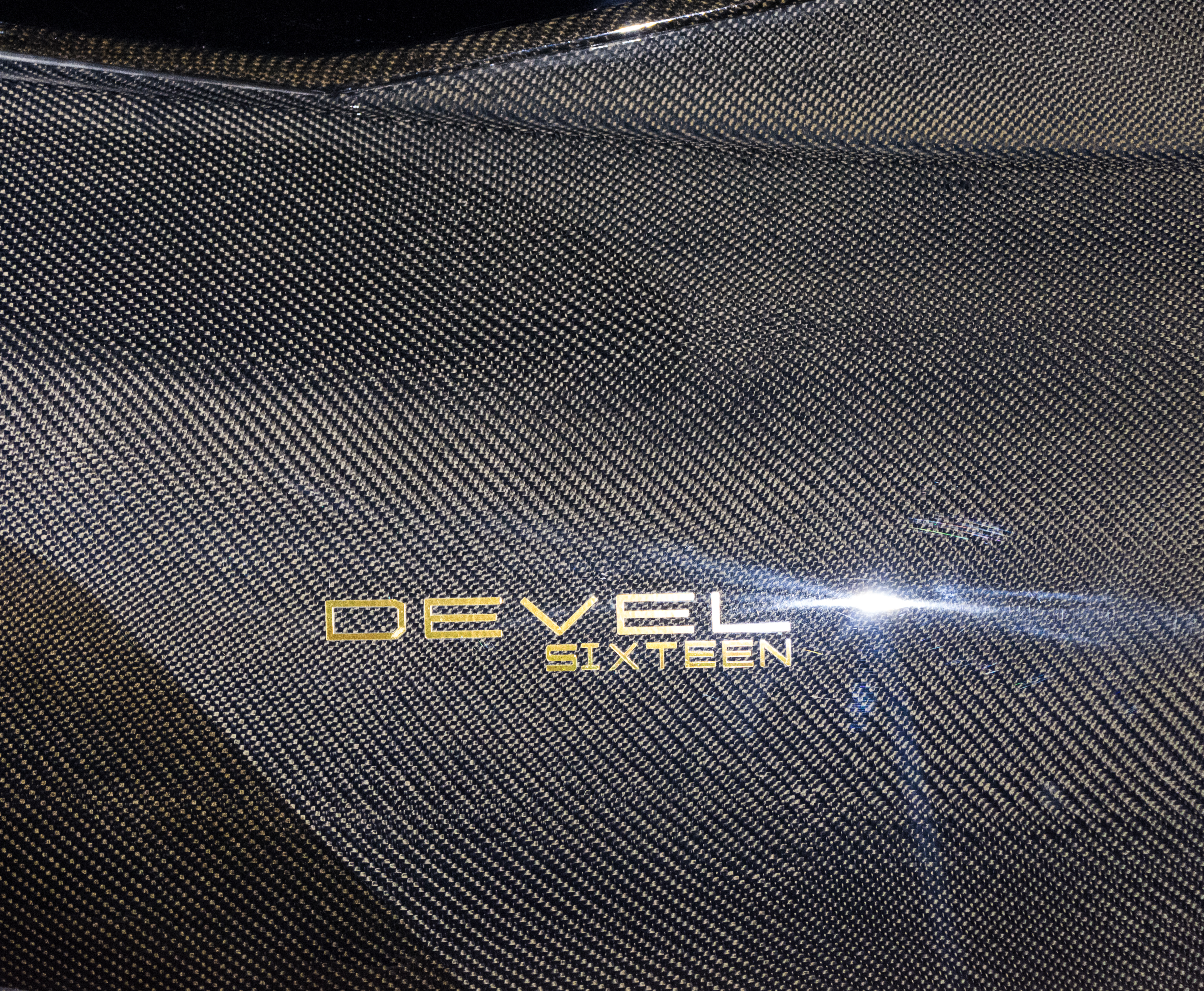
ديفيل سيكستين
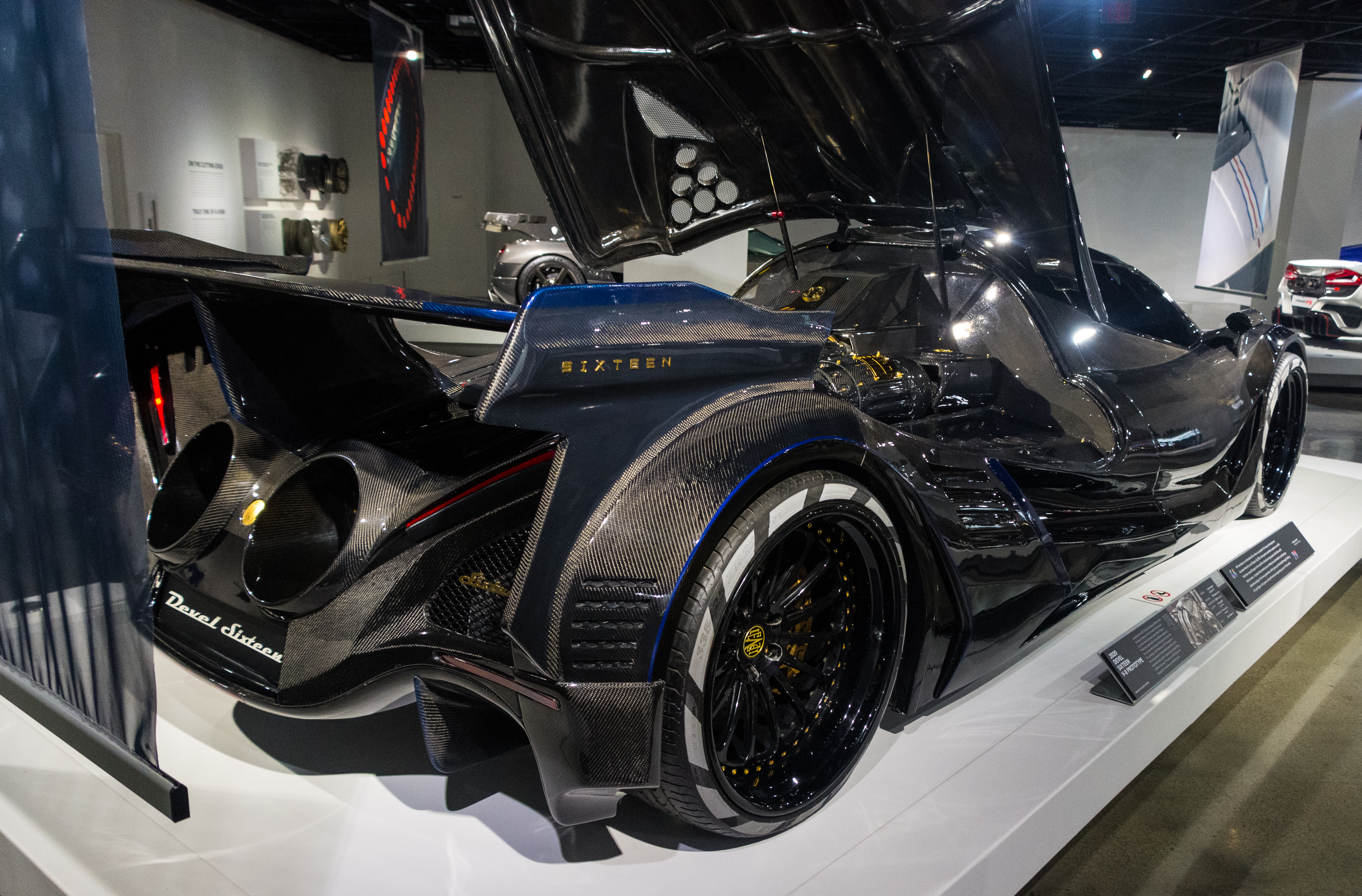
ديفيل سيكستين
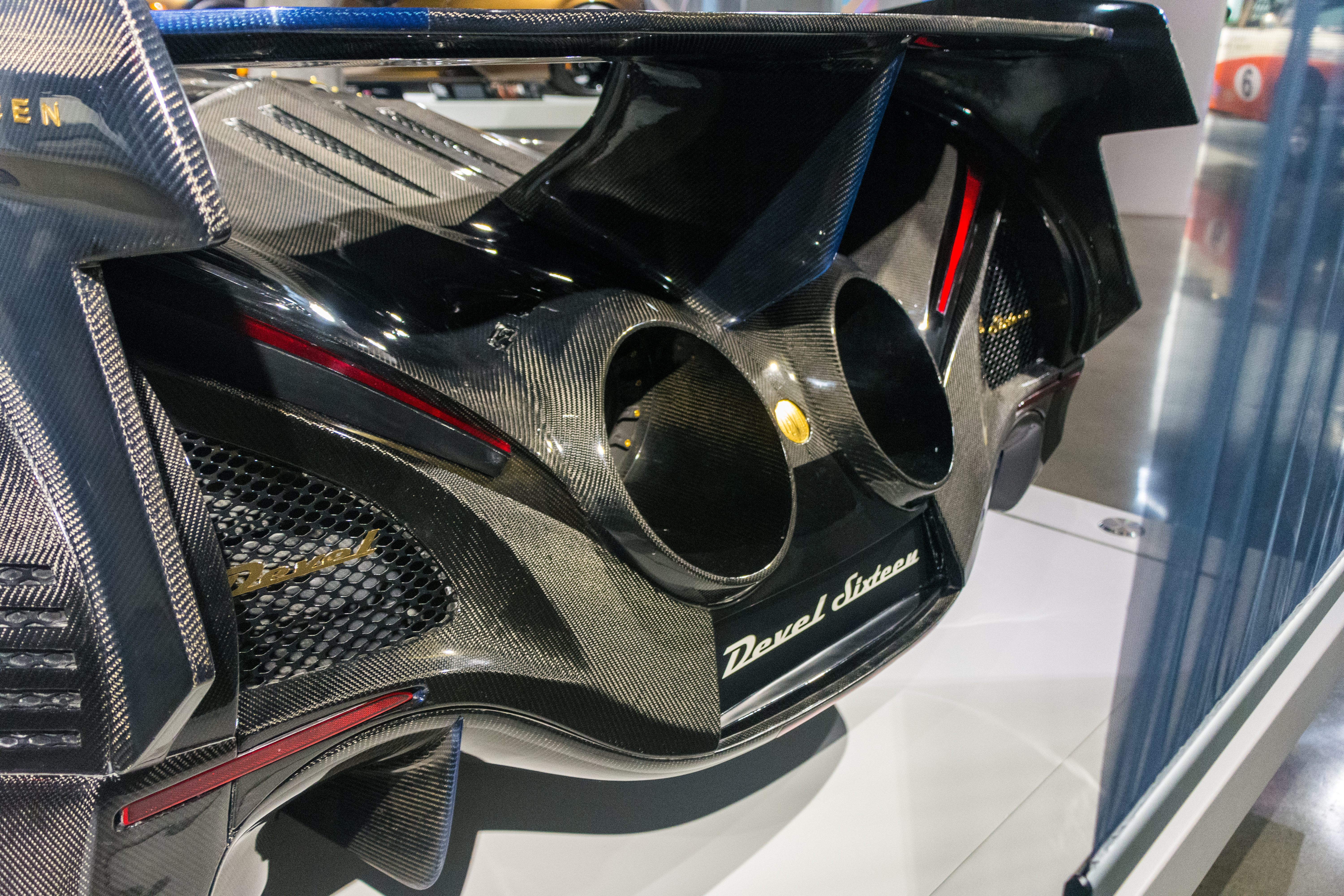
ديفيل سيكستين

- جانب
- خلفية
- منظر للمحرك